# James Wesley Jobling
James Wesley Jobling (1876–1961) fue un médico estadounidense que fue profesor durante mucho tiempo en el Colegio de Médicos y Cirujanos de la Universidad de Columbia y segundo presidente de la Asociación Americana de Inmunólogos.

## Vida
Graduado del Tennessee Medical College (que pasó a formar parte de la Lincoln Memorial University) en Knoxville, Jobling sirvió en las Filipinas con el Ejército de los Estados Unidos en la guerra hispanoamericana poco después de completar su educación médica. Después de la guerra, permaneció en Filipinas para trabajar con el Serum Institute administrado por el gobierno de Estados Unidos. En 1901, supervisó un gran proyecto en el que se hicieron pruebas a miles de ratas para detectar la peste bubónica, que se encontró que muchas de ellas portaban y que se temía que se extendieran por la ciudad. Fue director del instituto desde 1902 hasta 1904. Durante su mandato como director, Manila experimentó un brote de cólera; Jobling era uno de los médicos con la peligrosa tarea de realizar autopsias a presuntas víctimas de cólera, y también organizó un hospital de emergencia en el distrito de Farola. Finalmente sufrió un colapso físico y se ausentó para recuperarse en Japón, siendo reemplazado en su trabajo por los médicos Paul C. Freer y Richard P. Strong.
Después de su recuperación, regresó a los Estados Unidos para realizar estudios de posgrado en la Universidad Johns Hopkins, antes de viajar a Berlín para estudiar en el Instituto Robert Koch. Luego se unió al personal del Instituto Rockefeller de Investigación Médica, donde permaneció desde 1906 hasta 1909 y donde comenzó a trabajar con Simon Flexner. Su colaboración con Flexner resultó en el descubrimiento del Carcinoma Flexner-Jobling, un tumor trasplantable descubierto en una rata; este carcinoma ha servido como material de prueba para el cáncer durante décadas, incluso en algunos de los experimentos de Otto Heinrich Warburg. Dejó el Instituto Rockefeller para convertirse en patólogo del personal del Hospital Michael Reese de Chicago, donde permaneció hasta 1913. Luego se fue para convertirse en profesor en el Colegio de Médicos y Cirujanos de la Universidad de Columbia, antes de regresar a Tennessee un año después para enseñar en la Universidad de Vanderbilt, antes de regresar finalmente a Columbia en 1918. Pasó el resto de su carrera en Columbia, antes de jubilarse en 1945.
Jobling fue el segundo presidente de la Asociación Americana de Inmunólogos, sucediendo a Gerald Bertram Webb en 1915. Fue uno de los editores del Journal of Immunology desde 1916 hasta 1935. Desde 1925-1927, fue presidente de la Society for Experimental Biology y Medicamento. Fue miembro fundador de la Asociación Estadounidense para la Investigación del Cáncer.